# Zvorniksee
Der Zvorniksee (serbokroatisch Зворничко језеро Zvorničko jezero) ist ein Stausee der Drina an der Grenze zwischen Serbien und Bosnien und Herzegowina.
Der See ist 25 km lang und an seiner breitesten Stelle 2 km breit; die durchschnittliche Tiefe beträgt 7 m. An seinem Nordufer befindet sich die Staumauer und die bosnische Stadt Zvornik, nach der der See benannt wurde. Der größte Zufluss neben der Drina ist die von links kommende Drinjača.
Die Wasserfläche des Sees beträgt 8,1 km². Der größte Ort am Seeufer ist Divič (auf bosnischer Seite).